# Вахрушев, Вадим Владимирович
Вадим Владимирович Вахрушев (укр. Вадим Володимирович Вахрушев; род. 25 ноября 1969) — украинский дипломат. Востоковед. Чрезвычайный и полномочный посол Украины в Саудовской Аравии (2014—2021), Омане (2015—2021, по совместительству), Йемене (2019—2021, по совместительству).

## Биография
Родился 25 ноября 1969 года. Окончил Санкт-Петербургский университет, востоковедение. Владеет английским и арабским языками.
В 1994—1996 годах — атташе, третий секретарь Департамента консульской службы Министерства иностранных дел Украины.
В 1996—2000 годах — третий секретарь Посольства Украины в Королевстве Саудовская Аравия.
В 2000—2001 годах — второй секретарь Посольства Украины в Сирийской Арабской Республике.
В 2001—2002 годах — первый секретарь Департамента консульской службы Министерства иностранных дел Украины.
В 2002—2007 годах — первый секретарь Посольства Украины в Государстве Кувейт.
В 2007—2009 годах — советник Департамента консульской службы Министерства иностранных дел Украины.
В 2009—2010 годах — консул Генерального консульства Украины в Эдинбурге.
В 2010—2014 годах — заместитель начальника консульского департамента Министерства иностранных дел Украины.
С 13 октября 2014 по 6 апреля 2021 года — чрезвычайный и полномочный посол Украины в Королевстве Саудовская Аравия.
25 декабря 2014 года — вручил копии верительных грамот заместителю министра иностранных дел Саудовской Аравии принцу Абдулазизу бин Абдалле Аль Сауду.
С 19 октября 2015 по 6 апреля 2021 года — чрезвычайный и полномочный посол Украины в Султанате Оман по совместительству.
С 27 февраля 2019 по 6 апреля 2021 года — чрезвычайный и полномочный посол Украины в Йеменской Республике по совместительству.

## Личная жизнь
Женат, имеет двоих детей.

## Дипломатический ранг
- Чрезвычайный и полномочный посланник второго класса (2013)[7]
- Чрезвычайный и полномочный посланник первого класса (2016)[8]